# Stenellipsis mediofasciata
Stenellipsis mediofasciata là một loài bọ cánh cứng trong họ Cerambycidae.